# Tequila Sunrise (песня)
Tequila Sunrise — песня американской рок-группы Eagles, выпущенная на их альбоме 1973 года Desperado.

## Обзор
Авторство песни принадлежит барабанщику Дону Хенли и гитаристу Гленну Фраю. «Tequila Sunrise» стала первым синглом с альбома и достигла 64 места в чарте Billboard Hot 100. На обратную сторону сингла была помещена песня «Twenty-One», написанная гитаристом Берни Лидоном.

В буклете к сборнику 2003 года The Very Best of the Eagles приведены слова Дона Хенли об этой песне: 
«Я думаю, Гленн (Фрай) сомневался насчёт названия, так как думал что это было бы слишком банально, ведь текила санрайз была в то время очень популярна. Я сказал: «Нет, посмотри на это с другой точки зрения. Ты пил именно текилу всю ночь и пришло солнце!» Это оказалось по-настоящему прекрасная песня.»

## Кавер-версии
- Кантри-исполнитель Алан Джексон спел песню для трибьют-альбома Eagles Common Thread: The Songs of the Eagles, выпущенного в 1993 году.
- В 2008 году Molly Hatchet выпустили песню на своём кавер-альбоме Southern Rock Masters.

## Чарты
| Чарт(1975)                         | Высшая позиция |
| ---------------------------------- | -------------- |
| Канада (RPM Top Singles)           | 68             |
| Канада (RPM Adult Contemporary)    | 81             |
| США (Billboard Hot 100)            | 64             |
| США (Billboard Adult Contemporary) | 26             |